# جسم قطبي

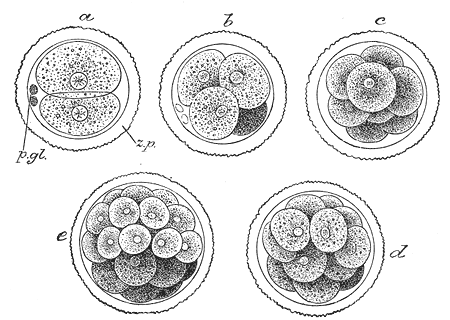
المراحل الأولى من تجزئة جنين أحد الثدييات الحيوانية.
.z.p: منطقة شفافة.
.p.gl: أجسام قطبية.
أ. مرحلة من خليتين.
ب. مرحلة من أربع خلايا.
ج. مرحلة الخلايا الثمانية
د، هـ. مرحلة التوتية.

الجسم القطبي (بالإنجليزية: Polar body)‏ هو خلية صغيرة أحادية الصبغيات تتشكل بالتزامن مع خلية البويضة أثناء التكوُّن، ولكنها لا تملك عمومًا القدرة على أن تُخصَّب. وعندما تخضع بعض الخلايا ثنائية الصبغيات في الحيوانات للتكوّن الخلوي بعد الانقسام الاختزالي لإنتاج خلايا البويضة، فإنها تنقسم أحيانًا بشكل غير متساوٍ، حيث يتم فصل معظم السيتوبلازم في خلية ابنة واحدة، والتي تصبح البويضة فيما بعد، في حين أن الأجسام القطبية الأصغر فقط تحصل على كمية صغيرة من السيتوبلازم. وكثيرا ما تموت وتختفي، ولكن في بعض الحالات تظل موجودة، وقد تكون مهمة في دورة حياة الكائن الحي.

## توأمة
توأمة الجسم القطبي هي شكل مفترض للتوأمة عند الانقسام الاختزالي، حيث لا يتحلل جسم قطبي واحد أو أكثر ويتم تخصيبه بالحيوانات المنوية.
وتحدث التوأمة من حيث المبدأ، إذا تم إخصاب خلية بويضة وجسم قطبي بواسطة حيوانات منوية منفصلة. ومع ذلك، حتى لو حدث الإخصاب، فعادة لا يحدث المزيد من التطور؛ لأن المزيج الناتج من اندماج الحيوان المنوي والجسم القطبي لن يكون لديه السيتوبلازم الكافي أو المغذيات المخزنة لتغذية الجنين النامي.

## صور إضافية

رسم بياني يوضح انخفاض عدد الكروموسومات في عملية نضوج البويضة.
مخطط يعرض القياسات في عملية نضوج البويضة وتطور الطلائع المنوية.
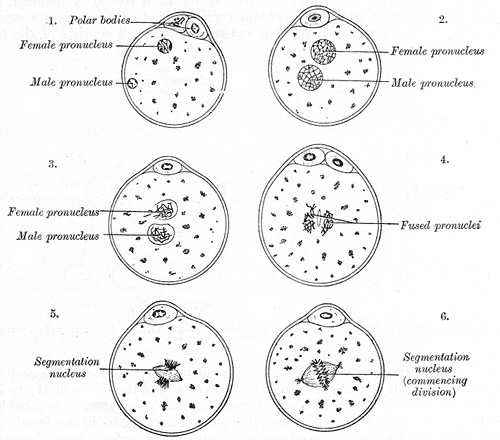
عملية الإخصاب في بويضة الفأر.
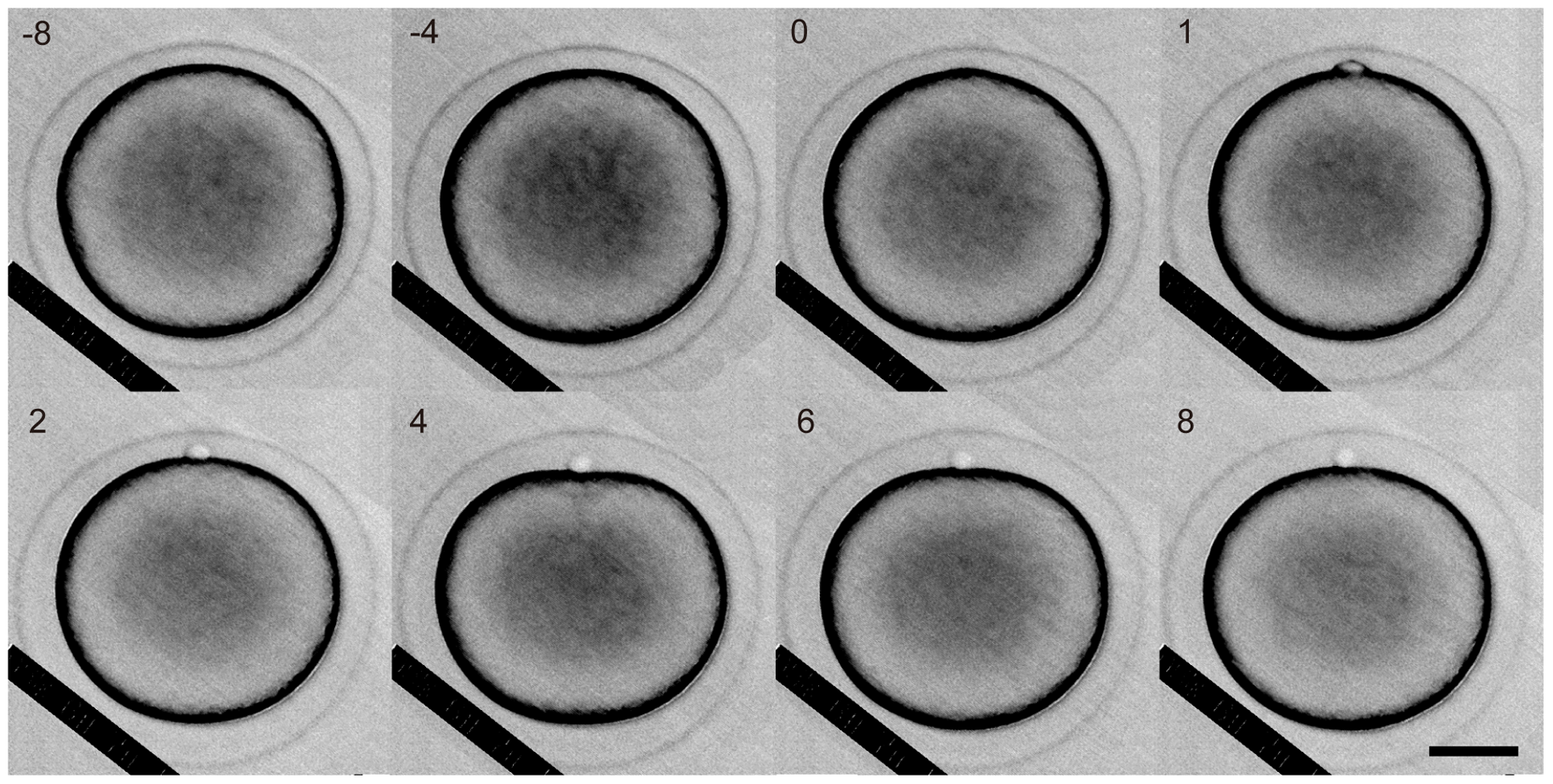
جسم قطبي منتفخ من بويضة نجم البحر.

تم تحديد وتمييز الأجسام القطبية لأول مرة في أوائل القرن العشرين، في المقام الأول من قِبل أ. هيرتويج، وت. بوفيري، وإ. ل. مارك. وتم وصفها بأنها خلايا بيضية غير عاملة تم تفكيكها؛ بسبب الحيوانات المنوية الحية، ولا يمكن تخصيبها إلا في حالات نادرة، وبدلا من ذلك يتم انحلالها كيميائيا.
وتعمل الأجسام القطبية على إزالة نصف مجموعة الكروموسومات ثنائية الصبغية الناتجة عن الانقسام الخلوي في البويضة، تاركة وراءها خلية أحادية الصيغة الصبغية. ولإنتاج الأجسام القطبية، يجب أن تنقسم الخلية بشكل غير متماثل، ويتم تكوينها من خلال حدوث تجعد بالقرب من نقطة معينة على غشاء الخلية. ويحفز وجود الكروموسومات على تكوين غطاء قشري من الأكتوميوزين، وهيكل من حلقات ميوسين II ومجموعة من ألياف المغزل، التي يشجع دورانها انقسام الجسم القطبي بعيدًا عن الخلية البيضية.
ويمكن أن تؤدي أخطاء الانقسام المنصف إلى اختلال الصيغة الصبغية في الأجسام القطبية، مما يُنتج في معظم الحالات زيجوت مختل الصيغة الكروموسومية. ويمكن أن تحدث الأخطاء خلال أي من الانقسامين الاختزاليتين اللذين يُنتجان الجسمين القطبيين، ولكنها أكثر وضوحًا إذا حدثت أثناء تكوين الجسم القطبي الأول؛ لأن تكوين الجسم القطبي الأول يؤثر على التركيب الكروموسومي للهيكل الثاني. وعلى سبيل المثال، يمكن لمرحلة ما قبل الانقسام (فصل الكروماتيدات قبل طور الصعود) في أول جسم قطبي أن تحفز تكوين جسم قطبي مختل الصيغة الكروموسومية. ولذلك، فإن تشكيل الجسم القطبي الأول هو عامل مهم بشكل خاص في تشكيل زيجوت صحي.
ومع ذلك، لا يتم ضمان الأجسام القطبية الشاذة غير الطبيعية في أن تقوم بتطوير زيجوت غير طبيعي. ويمكن إنتاج البيضة الملقحة مختلة الصبغية إذا كان اختلال الصيغة الكروموسومية متبادلاً: فالجسم القطبي لديه كروموسوم إضافي والأخر يفتقر إلى نفس الكروموسوم. وإذا تم امتصاص الصبغي الإضافي في جسم قطبي بدلاً من تمريره إلى البويضة، فيمكن تجنّب التثلث الصبغي. ومن غير الواضح ما إذا كان حدوث ذلك صدفة أو متأثرا بطريقة ما بالبيئة الدقيقة المحيطة. وفي حالة واحدة على الأقل، تم تتبع هذا الزيجوت مختل الصيغة الصبغية من خلال التطور حتى الولادة كطفل سليم مع عدد الكروموسومات العادي.

## تطبيقات طبية
خزعة الجسم القطبي هي أخذ عينة من جسم قطبي لخلية بيضية. وبعدها، يمكن إجراء تحليل لاحق للتنبؤ بفرص حمل الخلية البيضية، بالإضافة إلى التنبؤ بصحة الشخص المستقبلية الناتجة عن هذا الحمل. ولهذا الاستخدام الأخير، أصبحت خزعة الجسم القطبي شكلاً من أشكال التشخيص الوراثي السابق للانغراس. وبالمقارنة مع خزعة الكيسة الأريمية، يمكن لخزعة الجسم القطبي أن تكون ذات تكاليف أقل، وآثار جانبية أقل ضررا، وأكثر حساسية في اكتشاف التشوهات. والميزة الرئيسية لاستخدام الأجسام القطبية في التشخيص الوراثي السابق للانغراس هي أنها ليست ضرورية للتخصيب الناجح أو التطور الجنيني العادي، وبالتالي ضمان عدم وجود تأثير ضار على الجنين.
وأحد عيوب خزعة الجسم القطبي هو أنه لا يوفر سوى معلومات حول مساهمة الأم في الجنين، والذي يؤدي إلى تشخيص الحالات السائدة والاضطرابات المرتبطة بـالكروموسوم X والتي تنتقل عن طريق الأمهات، ويمكن تشخيص الاضطرابات الجسدية المتنحية جزئيا فقط. وهناك عيب آخر هو زيادة خطر الخطأ التشخيصي، بسبب تدهور المادة الوراثية على سبيل المثال.